# Rafael Azcona
Rafael Azcona Fernández (Logronyo, 24 d'octubre de 1926 - Madrid, 24 de març de 2008) va ser un guionista espanyol.

## Biografia
Va ser un dels principals guionistes del cinema espanyol. Azcona, nascut a Logronyo el 1926, es va instal·lar a Madrid en la postguerra per ser humorista, escriptor i guionista, tot i que llavors odiava el cinema perquè no reflectia la realitat del carrer. Va començar com a novel·lista, amb llibres com ara El repelente niño·Vicente, i va col·laborar en els seus primers temps amb revistes humorístiques de l'època com La codorniz. El 1959, en col·laboració amb el director italià Marco Ferreri, per adaptar la seva novel·la El pisito va entrar provisionalment en el món del cinema, que ja mai no abandonaria. Azcona negava el tòpic que la censura fa créixer l'enginy: «L'únic efecte que produeix és la misèria intel·lectual, escriure amb por, l'autocensura», i després de mig segle en l'ofici tenia clar que per fer un bon guió cal «una estructura de ferro, diàlegs amb sentiments, mantenir la tensió dramàtica i que res no sigui gratuït».
Segons les seves paraules: 
| « | Escric guions perquè em resulta més fàcil que escriure novel·les. | » |

Els seus primers guions, com El pisito, El cochecito, El verdugo, etc., tracten del retrat de la seva època i denuncia la misèria moral que llavors imperava. Sempre va col·laborar amb directors que compartissin el seu interès per reflectir la realitat espanyola en el cinema.
Va morir el 24 de març de 2008 als 81 anys, després de patir un càncer de pulmó.

## Filmografia seleccionada
- El pisito, Marco Ferreri (1959)
- El cochecito, Marco Ferreri (1960)
- Plácido, Luis García Berlanga (1961)
- Mafioso, Alberto Lattuada (1962)
- El verdugo, Luis García Berlanga (1963)
- La Grande Bouffe, Marco Ferreri (1973)
- El anacoreta, Joan Estelrich (1976)
- Un hombre llamado Flor de Otoño, Pedro Olea (1978)
- La escopeta nacional, Luis García Berlanga (1978)
- Patrimonio nacional, Luis García Berlanga (1981)
- Nacional III, Luis García Berlanga (1982)
- La corte de Faraón, José Luis García Sánchez (1985)
- La vaquilla, Luis García Berlanga (1985)
- El año de las luces, Fernando Trueba (1986)
- El bosque animado, José Luis Cuerda (1987)
- Soldadito español, Antonio Giménez-Rico (1988)
- ¡Ay, Carmela!, Carlos Saura (1990)
- Belle Époque, Fernando Trueba (1992)
- La Celestina, Gerardo Vera (1996)
- La niña de tus ojos, Fernando Trueba (1998)
- La lengua de las mariposas, José Luis Cuerda (1999)
- Los girasoles ciegos, José Luis Cuerda (2008)

## Premis
- 1982 Premio Nacional de Cinematografia
- 1988 Premi Goya al millor guió adaptat per El bosque animado amb José Luis Cuerda.
- 1991 Premi Goya al millor guió adaptat per ¡Ay, Carmela!
- 1993 Premi Goya al millor guió original per Belle Époque
- 1994 Premi Goya al millor guió adaptat per Tirano Banderas
- 1994 Medalla d'Or de les Belles Arts
- 1998 Goya honorífic
- 2000 Millor guió al Festival de Málaga per Adiós con el corazón
- 2000 Premi Goya al millor guió adaptat per La lengua de las mariposas amb José Luis Cuerda.
- 2006 Premi Ricardo Franco del novè Festival de Màlaga
- 2007 Guardó a las Bellas Artes de La Rioja